# Bílý Potok

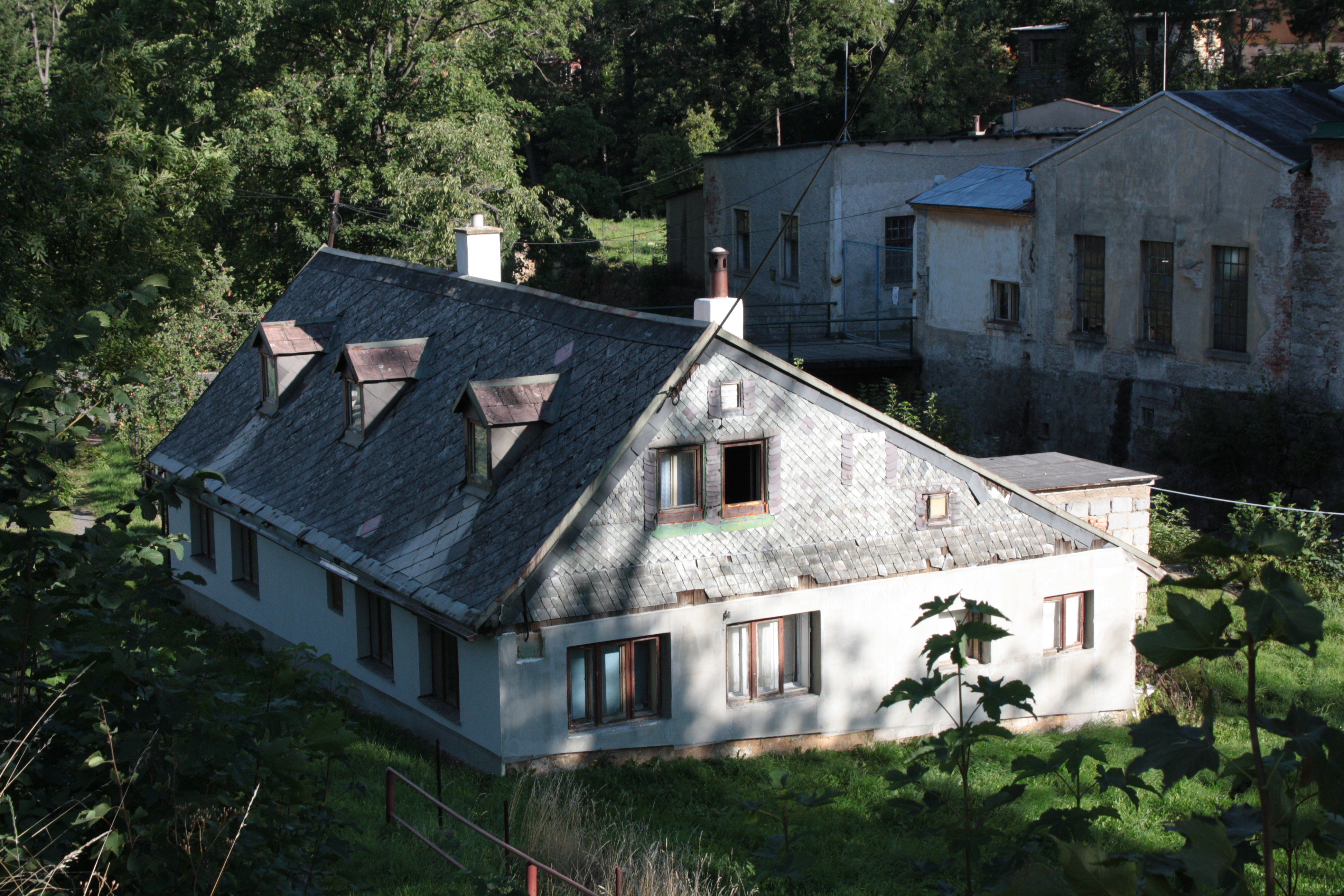
Typická chalupa - příklad místní německé lidové architektury

Bílý Potok (německy Weißbach) je obec na severu České republiky v Libereckém kraji, v okrese Liberec. Leží 12 km východně od Frýdlantu, v údolí řeky Smědá v Jizerských horách. Obcí vedle Smědé dále protékají Bílý potok, Černý potok a Hajený potok. Žije zde 697 obyvatel.

## Etymologie
Název obce je prvně zaznamenán v podobě Weiszbach (1597), dále pak Weisz Pach (1598), Weiszbach (1603), až po Weiszpach (1634).

## Historie
Zakládací listina obce je datována 13. července 1594, kdy Melchior z Redernu vyhověl žádosti lužických osadníků o zanechání nejhořejšího úseku údolí říčky k osídlení. Z hlediska typu zástavby se jedná o lánovou ves. Jméno dala obci Kateřina z Redernu podle potoka pramenícího na Smědavské hoře. Padesát let po založení obce zde žilo 58 obyvatel – převážně zemědělců a dřevorubců.
Po bitvě na Bílé hoře se Kryštof z Redernu skrýval nějaký čas v Bílém Potoce, poté uprchl ze země Smutnou stezkou (Trauersteig) exulantů. Stezka vedla z Bílého Potoka přes Smrk do Meffersdorfu v Lužici. Z frýdlantského panství tudy v tajnosti uprchlo postupně 2000 osob. V roce 1651 uprchli touto stezkou i všichni obyvatelé Bílého potoka a přehnali do Lužice i své krávy. V novém bydlišti se exulanti zasloužili o rozvoj textilního průmyslu. Paul Ullrich z Bílého potoka založil v Bergstrass v roce 1660 první bělidlo a Martin Merkel v roce 1676 postavil první barvírnu ve Wiegandsthalu. Tato místa připadla po 2. světové válce Polsku, byla přejmenována a původní obyvatelstvo bylo vyhnáno.
V roce 1773 zde žilo v Bílém Potoce 101 lidí. O dva roky později byla dokončena první dřevěná kaple, v roce 1819 byla postavena první škola. Roku 1838 postihla okolní kraj zničující povodeň, po které bylo zastaveno splavování dřeva a v obci se začal prosazovat průmysl textilní a sklářský. V polovině 19. století měl Bílý Potok již 277 domů a žilo v něm asi 1800 obyvatel.
V letech 1888–1890 byl na místě původní kaple zbudován z příspěvků obyvatel kostel Nejsvětější trojice, který byl vysvěcen 28. září 1890. Díky příspěvkům místních obyvatel byla také v letech 1893–1895 dokončena silnice na Smědavu.
Maxima počtu svých obyvatel dosáhl na začátku 20. století, kdy zde žilo 2340 obyvatel v 410 domech. Prakticky veškeré obyvatelstvo bylo německé národnosti. Zdejší železnice byla dána do provozu roku 1900. Po druhé světové válce bylo místní německé obyvatelstvo odsunuto a ani příchod nových osadníků z vnitrozemí nemohl tento úbytek obyvatel nahradit – v roce 1947 zde žilo 827 obyvatel. Do roku 1970 počet obyvatel stoupl na 945, ale do roku 1991 opět klesl na 597.
Dne 18. června 1901 se v obci narodil podplukovník Miloš Melich, který během druhé světové války působil jako pomocný pozemní personál u 311. perutě v Anglii.
Obec v letech 1999 a 2000 neúspěšně usilovala o zisk titulu Vesnice roku.
V srpnu 2010 byla obec zasažena povodněmi. Díky své poloze obec neutrpěla tolik škod jako obce položené níže na řece Smědé.
O rok později, v roce 2011, se obcí prohnala další povodeň, která však neměla tak katastrofické účinky jako ta z roku 2010.
V obci se nachází úpravna vody (ÚV), která je jedním ze dvou hlavních zdrojů pitné vody ve Frýdlantském výběžku. Jejím provozovatelem je Frýdlantská vodárenská společnost, a.s. V letech 2017–2020 byla kompletně zrekonstruována díky dotaci EU ve výši 126 445 749,67 Kč. Součástí rekonstrukce byly úpravy na odběrných objektech Smědá a Hájený Potok a řešení příslušných vodojemů a dostavba objektů sloužících pro provoz.
V obci se nachází místní poštovní úřad fungující v síti Pošta Partner.

## Podnebí
Bílý Potok je místem s největším ročním průměrným úhrnem srážek v České republice. Za rok zde spadne 1705 mm vody (dle jiných zdrojů dokonce 1750 mm). Hlavní příčinou jsou tvary zdejších hor, což ve spojení s obvyklým směrem větrů a dalšími faktory způsobuje výrazné orografické zesílení srážek.

## Doprava
Dopravní obsluha obce je zajišťována kromě autobusů také vlaky, byť územím obce neprochází žádná železniční trať. Železniční stanice Bílý Potok pod Smrkem, která je konečnou regionální železniční trati 038 z Raspenavy se ale nachází na katastru sousedních Hejnic, přibližně dvě stě metrů od hranice obce.
Obcí prochází silnice 290 z Frýdlantu na Smědavu a dále do obce Desná. Část ze Smědavy do Desné, která vede okolo vodní nádrže Souš, je ovšem otevřena pouze pro automobily do 3,5 tuny, a to pouze během letního období. V srpnu 2019 byl zahájen zkušební měsíční provoz nové autobusové linky 790, spojující Smědavu a Tanvald. Linka je kvůli přísným podmínkám ochrany vodního díla zajišťována elektrobusem.
Od 22. dubna do 31. července 2025 je na silnici 290 uzavírka z důvodu výstavby nového mostu přes řeku Smědou, objízdné trasy vedou po místních obslužných komunikacích.

## Pamětihodnosti
- Kostel Nejsvětější Trojice – postaven z příspěvků občanů v letech 1888–1890, vysvěcen 28. září 1890 farářem Reinherdem Seifertem.
- Nad koupalištěm – přechodně chráněná plocha vyhlášena roku 1992 na ploše 1,14 ha na ochranu mokřadní louky s cennými rostlinnými společenstvy
- Socha svatého Jana Nepomuckého
- NPR Jizerskohorské bučiny
- NPR Rašeliniště Jizery
- PR Černá jezírka
- PP Quarré

## Turistické cíle

### Vyhlídky
- Frýdlantské cimbuří – žulová skála v hřebeni Poledních kamenů s vyhlídkou do rokle Černého potoka.
- Paličník – skalisko nad údolím Smědé s vyhlídkou a vrchol stejnojmenné státní přírodní rezervace.

### Ferraty
- Kočičí kameny (od 2014)[16]
- Frýdlantské cimbuří (v přípravě)

### Turistické středisko
- Smědava

### Zajímavá místa
- Bártlova bouda
- Hubertka
- Jizerskohorské technické muzeum

## Osobnosti
- Pavel Šercl